# جهاز إفراغي

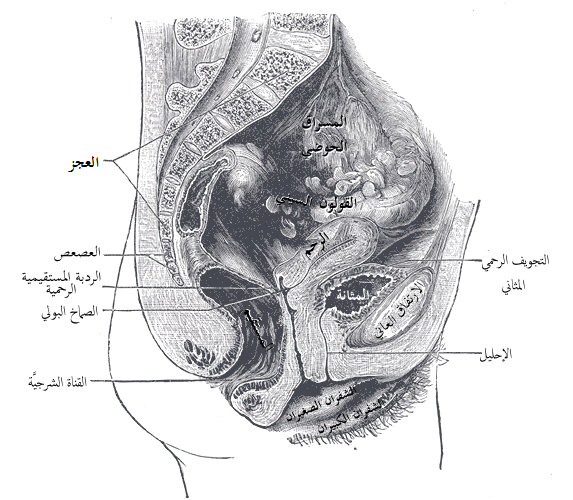

الجهاز الإفراغي أو الجهاز الإخراجي (بالإنجليزية: excretory system)‏ هو جهاز بيولوجي سلبي يقوم بإخراج المواد الزائدة وغير الضرورية من الكائن الحي، وذلك للمساعدة في الحفاظ على الاتزان داخل الكائن الحي ومنع تعرض الجسم للأضرار. وهو مسؤول عن إزالة فضلات التمثيل الغذائي وكذلك الفضلات السائلة والغازية الأخرى على شكل بول وكأحد مكونات العرق والزفير، ولكن البراز ليس من المواد التي يخرجها الجهاز الإخراجي؛ لأنه عبارة عن غذاء غير مهضوم وليس ناتجا عن هضم أو تكسير، وحيث إن معظم الأعضاء التي تعمل بشكل سليم تنتج فضلات أيضية وغيرها من الفضلات الأخرى، فإن الكائن الحي بأكمله يعتمد على وظيفة هذا الجهاز؛ ومع ذلك، فإن الأعضاء الخاصة بعملية الإخراج بشكل محدد هي وحدها التي تعد جزءًا منه.
ونظرًا لأنه ينطوي على العديد من الوظائف متصلة ببعضها البعض بشكل سطحي فقط، فإنه لا يُستخدم عادة في التصنيفات الرسمية للتشريح.

## الوظائف الإفرازية
على سبيل المثال، عندما تقوم الخلايا بتحليل الأحماض الأمينية، فإنها تنتج مادة سامة خطيرة تُعرف باسم الأمونيا. ويقوم الكبد بتحويل الأمونيا إلى مادة أخرى تُسمى اليوريا. وتتحول اليوريا إلى بول في الكليتين ثم يتم حمل البول في الحالب ومنه إلى المثانة.

## الأعضاء التي يتكون منها الجهاز
- الجلد:

يُعتبر الجلد عضوًا إفرازيًا. على الرغم من أن تنظيم درجة حرارة الجسم يؤدي إلى إفراز العرق الذي يحتوي على يوريا وفضلات أخرى مع أملاح أيضًا إلا أن إفراز أي نوع من الفضلات لأي غرض من الجسم يُسمى إفرازًا حتى لو كان ذلك الإفراز عبارة عن ماء فائض.
- الرئتين:

من الوظائف الرئيسية لـالرئتين التخلص من الفضلات الغازية مثل ثاني أكسيد الكربون، من مجرى الدم كجزء طبيعي من التنفس.
- الكُلى:

تتمثل الوظيفة الرئيسية للكُلى في التخلص من الفضلات من مجرى الدم عن طريق إفراز البول. وهي تؤدي وظائف استتبابية عديدة مثل:
1. الحفاظ على حجم السائل خارج الخلوي
2. الحفاظ على التوازن الأيوني في السائل خارج الخلوي
3. الحفاظ على درجة الحموضة والتركيز التناضحي للسائل خارج الخلوي.
4. إفراز المواد الأيضية الثانوية السامة مثل اليوريا والأمونيا وحمض اليوريك.

وتؤدي الكُلى هذه الوظائف باستخدام الكُليونات. وهناك أكثر من مليون كُليون في كل كلية، وتعمل هذه الكُليونات كمرشحات داخل الكُلى. وتقوم الكُلى بترشيح المواد التي يحتاجها الجسم والفضلات، وتعود المواد التي يحتاجها الجسم إلى مجرى الدم وتصبح المواد التي لا يحتاجها بولاً ويتم التخلص منه.
وفي بعض الحالات، تتبلور الفضلات الزائدة على شكل حصى داخل الكُلى. وينمو هذا الحصى ويصبح مصدر ألم وقد يتطلب جراحة أو علاجًا بالموجات فوق الصوتية. وبعض الحصى يكون صغيرًا على نحو كافٍ لدفعه إلى المثانة.

### الحالب
الحالب هو قناة عضلية تدفع البول من الكُلى إلى المثانة البولية. وفي الإنسان البالغ، عادة ما يتراوح طول الحالب ما بين 25 و30 سم (من 10 إلى 12 بوصة). وعند البشر، ينشأ الحالب من الحوض الكلوي على الجانب الأوسط من كل كلية قبل النزول نحو المثانة على الجزء الأمامي من عضلة القطنية الكبرى. ويعبر الحالب حافة الحوض بالقرب من تشعب الشرايين الحرقفية (التي تسير فوقها). وهذا «التقاطع الحوضي الحالبي» هو موقع شائع لانحشار الحصى الكلوي (والمكان الآخر هو الصمام الحالبي المثاني). ويسير الحالب خلفيًا على الجدران الجانبية للحوض. ثم ينحني الحالب إلى الأمام في الوسط ليدخل المثانة عن طريق الجزء الخلفي، عند التقاطع المثاني الحالبي، ليسير داخل جدار المثانة لبضعة سنتيمترات. ويتم منع ارتداد البول بواسطة صمامات تُعرف باسم الصمامات الحالبية المثانية. وبالنسبة للإناث، يمر الحالب عبر مسراق الرحم أثناء الطريق إلى المثانة.

### المثانة البولية
المثانة البولية هي عضو يقوم بتجميع البول الذي تفرزه الكُلى قبل عملية التخلص منه عن طريق التبول. وهي عبارة عن عضلة مجوفة وقابلة للتمدد (أو مرنة) وتستقر على الجزء السفلي من الحوض. ويدخل البول المثانة عبر الحالب ويخرج عبر مجرى البول.
وجنينيًا، فإن المثانة مشتقة من الجيوب البولية التناسلية، وهي في البداية تُعتبر استمرارًا لـالسقاء. وعند ذكور البشر، تقع قاعدة المثانة بين المستقيم والارتفاق العاني. وهي تعلو البروستاتا وتنفصل عن المستقيم بواسطة اللجف المُسْتَقيمِي المثاني. وبالنسبة للإناث، تقع المثانة أسفل الرحم وأمام المهبل. وتنفصل عن الرحم بواسطة اللجف المثاني الرحمي. وعند الأطفال والشباب، تكون المثانة البولية في البطن حتى عندما تكون فارغة.

### الإحليل
في التشريح، الإحليل (من اللغة اليونانية - ourethra) هو قناة تربط المثانة إلى خارج الجسم. وعند البشر، للإحليل وظيفة إخراجية عند الجنسين لإخراج البول إلى الخارج.

## تكوين البول
في الكُلى يمر الدم أولاً عبر الشريان الوارد إلى تكوين شعري يُسمى الكبيبة ويتم تجميعه في محفظة بومان، التي تقوم بترشيح الدم من محتوياته، وهي المواد الغذائية والفضلات بشكل رئيسي. بعد عملية الترشيح، يعود الدم بعد ذلك لتجميع المواد الغذائية التي يحتاجها، في حين أن الفضلات تنتقل إلى قناة التجميع وإلى الحوض الكلوي والحالب، ويتم إخراجها بعد ذلك إلى خارج الجسم عبر المثانة البولية.

## وصلات خارجية
- CLC Biology: Excretory/Urinary System
- The Franklin Institute: Excretory System